# MÁV 290
A Debreczen Zsuzsi gőzmozdony  egy szertartályos keskeny nyomtávú mozdony volt a Debreceni Városi Erdei Vasútnál, DVEV (ma Zsuzsi Erdei vasút).
A Debrecen-Guthi Vasúti Vállalat az 1882-ben megnyitott Debrecen-Guti-erdő 950 mm nyomtávolságú gazdasági vasútja üzeméhez beszerzett egy B tengelyelrendezésű szertartályos gőzmozdonyt. Zsuzsinak nevezték el. Később pályaszáma Debrecen I lett. A folyamatosan bővülő vonalon 1923-ban megindult a személyszállítás, bekapcsolva ezzel a kiterjedt nyírségi tanyavilágot az ország gazdaságába.
A mozdonyt 1949-ben a pálya államosításakor átvette a MÁV, ahol 290.001 sorozat és pályaszámmal látták el.
A Magyarországon egyedüli 950 mm-es nyomtáv sok gondot okozott a járművek üzemeltetése, karbantartása során az alkatrészbeszerzésben, ezért 1961-ben az egész pályát átépítették 760 mm-esre. Ekkor selejtezték a mozdonyparkot is.
A Zsuzsi mozdonyt szétvágták és beolvasztották.